# Vương Nguyệt
Vương Nguyệt (tiếng Trung: 王玥; bính âm: Wáng Yuè; sinh 31 tháng 3 năm 1987) là một đại kiện tướng cờ vua người Trung Quốc. Trong bảng xếp hạng mới nhất của FIDE , anh xếp số 3 Trung Quốc.

## Tiểu sử
Vương Nguyệt sinh tại Thái Nguyên, Sơn Tây, học chơi cờ vua từ năm lên 4 tuổi. Từ hồi nhỏ vào mùa hè cậu bé Vương có thể bỏ cả tối để xem đánh cờ tướng trên hè phố. Khi lên 5 tuổi, với sự giúp đỡ của cha mẹ, Vương học đánh cờ ở trường và có tiến bộ nhanh chóng. Khi lên 9 cậu được nhận vào đội tuyển trẻ quốc gia và giành được Cúp Quốc gia thiếu nhi Lý Thành Trí. 12 tuổi Vương đã có tên trong đội tuyển quốc gia và năm 15 tuổi anh tham gia câu lạc bộ cờ Thiên Tân. Anh hiện là sinh viên ngành truyền thông thuộc Học viện văn học của Đại học Nam Khai ở Thiên Tân . Anh cũng thi đấu cho đội tuyển cờ vua của trường đại học.
Năm 2000, Vương đạt được danh hiệu Kiện tướng FIDE khi 13 tuổi. Năm 2003, anh có danh hiệu Kiện tướng quốc tế. Chỉ 1 năm sau, 2004, Vương đạt danh hiệu Đại kiện tướng khi mới 17 tuổi.
Từ năm 2004 anh là thành viên của đội cờ vua Olympiad Trung Quốc, cùng với Nghê Hoa, Bốc Tường Chí, Vương Hạo và Lý Siêu.
Năm 2005, Vương Nguyệt trở thành nhà vô địch cờ vua Trung Quốc trẻ nhất. Trong năm 2005 anh còn giành luôn cả chức vô địch cờ vua trẻ và vô địch cờ vua sinh viên Trung Quốc.
Anh còn tham gia một số trận đấu đồng đội tay đôi giữa Trung Quốc với các quốc gia khác như Mỹ (2002), Nga (2004, 2006, 2007, 2008), Pháp (2006) và Anh (2007).
Năm 2007 Vương là kì thủ Trung Quốc đầu tiên có hệ số Elo vượt qua ngưỡng 2700 và đang phấn đấu tới mốc 2750, qua trò chuyện với Susan Polgar tại Olympiad cờ vua 2008.

## Sự nghiệp thi đấu

### 1999–2005: Kì thủ trẻ
Năm 1999, Vương Nguyệt có danh hiệu quốc tế đầu tiên khi vô địch lứa tuổi dưới 12 tại Giải vô địch cờ vua trẻ thế giới ở Oropesa del Mar, Tây Ban Nha.
Năm 2000, Vương về nhì ở lứa tuổi dưới 14 giải thế giới, cũng tổ chức tại Oropesa del Mar. Trong năm này và 2002, Vương đã có tên trong đội tuyển quốc gia tham dự Olympiad cờ vua dưới 16 tuổi. Năm 2002 đội tuyển Trung Quốc giành huy chương vàng và riêng anh có huy chương vàng bàn 1 với kết quả thuyết phục 8,5 điểm / 10 ván (+7,=3,–0) 
Tháng 4 năm 2004, Vương dẫn đầu Giải vô địch đội tuyển cờ vua nam Trung Quốc tại Tế Nam với 9 điểm / 11 ván đấu , sau đó tháng 12 năm 2005 tại Bắc Kinh, anh trở thành nhà vô địch Trung Quốc với 12,5 điểm / 18 ván.
Năm 2004, khi đang là một kiện tướng FIDE, Vương Nguyệt tham gia Olympiad cờ vua đầu tiên ở Calvià, Mallorca và ghi được 8 điểm / 12 ván đấu (+5,=6,–1) ở bàn dự bị thứ nhất. Tại giải này anh đạt được chuẩn đại kiện tướng cuối cùng và trở thành đại kiện tướng cờ vua trẻ nhất Trung Quốc ở thời điểm đó.
Tháng 12 năm 2004 Giải cờ vua tưởng niệm Tigran Petrosian qua Internet được đồng thời tổ chức tại 4 quốc gia Pháp (Paris), Nga (Sankt Petersburg), Armenia (Yerevan) và Trung Quốc (Bắc Kinh). Thể thức thi đấu vòng tròn 2 lượt (6 vòng đấu) với luật tính thời gian Fischer (1 giờ 30 phút thêm vào 15 phút tại nước thứ 40; 30 giây cho mỗi nước sau đó). Giải được tổ chức trên Câu lạc bộ cờ vua Internet (ICC). Trung Quốc giành chức vô địch giải với Vương Nguyệt thắng trận quyết định trước Vadim Zvjaginsev của Nga.
Tháng 10 năm 2005, Vương xếp thứ ba (6,5 điểm / 9 ván đấu) tại Giải vô địch cờ vua châu Á lần thứ 5 ở Hyderabad, Ấn Độ. Tháng 11, anh lại về thứ ba (8,5 điểm / 13 ván) tại Giải vô địch cờ vua thanh niên thế giới ở Istanbul.

### 2006
Tháng 6 tại Olympiad cờ vua lần thứ 37 ở Torino, đội tuyển Trung Quốc lần thứ hai giành được huy chương bạc. Vương Nguyệt đánh ở bàn 4 với thành tích bất bại (10 điểm / 12 ván) (+8=4–0) đã nhận được huy chương vàng của bàn 4 và huy chương bạc về hệ số thi đấu của giải với 2837 điểm (chỉ kém Vladimir Kramnik).
Tháng 9 tại Giải cờ vua các kiện tướng trẻ ở Lausanne lần thứ 7, Vương xếp thứ nhì, chỉ thua Maxime Vachier-Lagrave ở trận cờ nhanh chung kết .
Tháng 12 tại Đại hội thể thao châu Á 2006 ở Doha, Vương ở bàn 2 đồng đội cùng đội tuyển quốc gia giành huy chương bạc với 6 điểm / 9 ván 

### 2007
Tháng 2 Vương Nguyệt đồng hạng nhì tại giải Aeroflot ở Moskva với 6,5 điểm / 9 ván.
Tháng 3 anh vô địch hai giải Calvi Mở rộng (6 điểm / 7 ván) ở Pháp và Cappelle la Grande (7 điểm / 9 ván), sau khi thắng loạt tie-break với 5 kì thủ đồng điểm khác..
Tháng 4 Vương vô địch giải cờ vua vô địch Philippines Mở rộng ở Vịnh Subic với 7 điểm / 9 ván.
Trong tháng 7, 8 và 9 Vương Nguyệt cùng đội tuyển Trung Quốc tham gia các trận đấu với đội tuyển quốc tế, đội tuyển Nga  và đội tuyển Anh. Hệ số thi đấu của anh qua các trận này đều trên 2700.
Tháng 11 tại Cúp cờ vua thế giới ở Khanty-Mansiysk Vương vào đến vòng 4 sau khi thắng những kì thủ mạnh như Sergei Tiviakov hay đồng hương Bốc Tường Chí trước khi thua Ivan Cheparinov.

### 2008

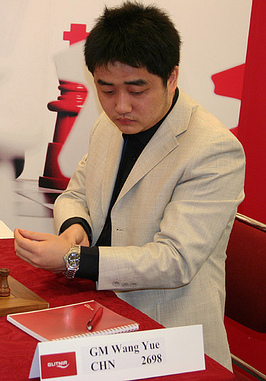
Vương tại giải cờ vua Reykjavík Mở rộng, tháng 3 năm 2008

Vào tháng 1, tại Giải vô địch cờ vua đồng đội châu Á lần thứ 15 tổ chức ở Visakhapatnam, Vương ngồi bàn 1, cùng với đội tuyển Trung Quốc giành chức vô địch .
Tháng 3 anh cao điểm nhất tại Giải cờ vua Reykjavík Mở rộng, cùng với Vương Hạo (kì thủ vô địch giải nhờ thắng tiebreak) và Hannes Stefansson.
Vương Nguyệt có tên tham dự Grand Prix cờ vua 2008-2009, là một phần của Giải vô địch cờ vua thế giới hiện tại. Vương tham dự là một trong bốn suất ứng cử viên do chủ tịch FIDE giới thiệu, cùng với Peter Svidler, Ivan Cheparinov và Etienne Bacrot . Tại giải Grand Prix đầu tiên ở Baku, anh đồng hạng nhất với Vugar Gashimov và Magnus Carlsen, ghi 8 điểm / 13 ván (+3,=10,-0).. Vương đánh giá đây là một "khởi đầu ác mộng" khi chuyến bay của anh từ Bắc Kinh ngày 18 phải hoãn lại vì thời tiết xấu, chỉ đến được Azerbaijan vào sáng sớm ngày 21, do vậy bỏ lỡ lễ khai mạc và gặp ngay hạt giống số 1 của giải Magnus Carlsen (Vương cầm quân đen) trong cùng ngày.
Vào tháng 7 và 8, tại Grand Prix thứ hai ở Sochi, anh đồng hạng ba với Gata Kamsky, đạt 7,5 điểm / 13 ván (+2, =11, -0) xếp sau quán quân Levon Aronian và á quân Teimour Radjabov.
Từ ngày 20 đến 30 tháng 8, Vương Nguyệt giành thắng lợi ở giải cờ vua NH  tại Amsterdam. Đội "Các ngôi sao đang lên" (gồm các kì thủ trẻ khoảng 20 tuổi Vương, Cheparinov, Caruana, L'Ami và Stellwagen) đã giành thắng lợi trước đội "Kinh nghiệm" (gồm các lão tướng, người trẻ nhất cũng ngoài 40 tuổi Agdestein, Bareev, Ljubojevic, Korchnoi  và Yusupov). Với 8,5 điểm / 10 ván, (+7, =3, -0; hệ số thi đấu 2892), Vương tiếp tục nối dài chuỗi bất bại. Với việc giành nhiều điểm nhất ở đội thắng, anh được mời tham dự giải cờ mù và cờ nhanh Amber tổ chức vào tháng 3 năm 2009 tại Nice và ngay sau khi toàn thắng 6 ván đầu tiên, Vương được Jeroen van den Berg mời tham dự giải cờ vua Corus nhóm A vào tháng 1 năm 2009.
Tháng 11 anh cùng đội cờ vua Trung Quốc tham dự Olympiad cờ vua lần thứ 38 ở Dresden, Đức giành 6,5 điểm / 10 ván (+3,=7-0) tại bàn 1. Trung Quốc xếp hạng 7 chung cuộc giải này.
Tháng 12 tại giải Grand Prix thứ ba được tổ chức ở Elista, Nga, anh xếp đồng hạng 5 với 6,5 điểm / 12 ván.

### 2009

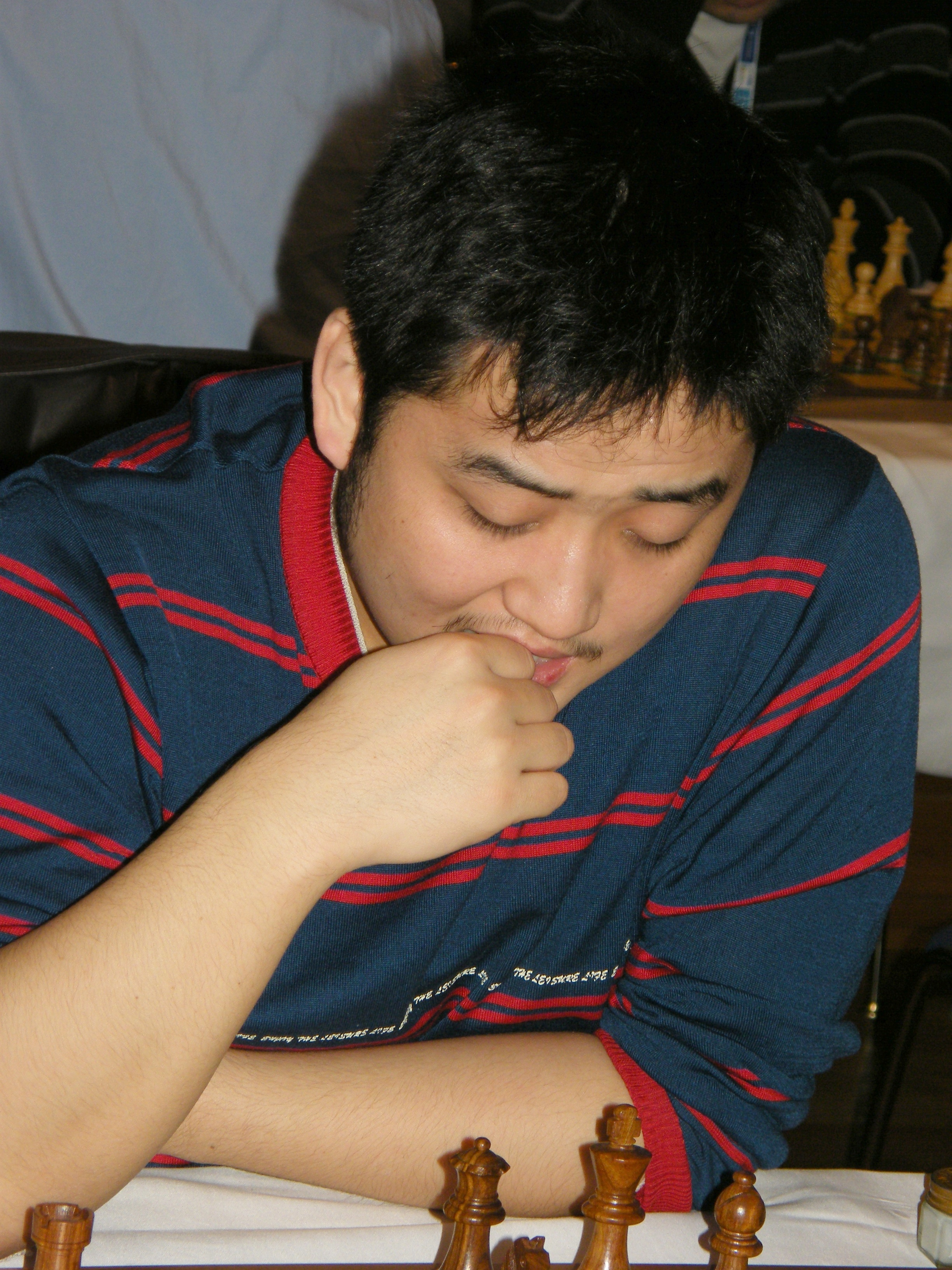
Vương Nguyệt tại Olympiad cờ vua lần thứ 38, tháng 11 năm 2008 ở Dresden, Đức

Giải đấu lớn đầu tiên trong năm mà Vương Nguyệt tham dự là giải Corus lần thứ 71 (giải đấu nhóm 19 với Elo trung bình 2716) tại Wijk aan Zee, Hà Lan. Ở giải này anh thi đấu không thành công khi chỉ xếp đồng hạng 8 chung cuộc (/14 kì thủ) với 6 điểm / 13 ván (+2=8–3)  Anh có 2 ván thắng Alexander Morozevich và Magnus Carlsen trong giải. Các giải đấu lớn Vương tham gia tiếp theo gồm Linares lần thứ 26 (kì thủ Trung Quốc đầu tiên được mời tham dự giải, có trợ lý là kiện tướng cờ vua Lý Văn Lượng) giành hạng 6 / 8 kì thủ, giải cờ mù và cờ nhanh Melody Amber lần thứ 18  (cũng là kì thủ Trung Quốc đầu tiên tham dự giải, không thành công khi chỉ xếp cuối cùng ), M-Tel Masters lần thứ 5 (xếp thứ 4/6) , giải Grand Prix tại Elista, Cúp cờ vua thế giới.

### 2014
Vương Nguyệt ngồi bàn 1 đội tuyển Trung Quốc dự Olympiad cờ vua lần thứ 41 và giành huy chương vàng đồng đội. Đây là huy chương vàng đồng đội nam đầu tiên của Trung Quốc tại một Olympiad cờ vua.

## Một vài thành tích
Vương Nguyệt hiện là tay cờ có thứ hạng cao thứ nhì châu Á, chỉ sau nhà vô địch thế giới Viswanathan Anand của Ấn Độ. Trong bảng xếp hạng tháng 10 năm 2007 anh là kì thủ đầu tiên của Trung Quốc và thứ hai châu Á vượt qua mốc điểm Elo 2700. Trong bảng xếp hạng FIDE tháng 10 năm 2008 Vương xếp hạng 11 thế giới, là thứ hạng cao nhất một tay cờ Trung Quốc đạt được (vượt kỉ lục hạng 17 của Hiệp Giang Xuyên năm 2000)
Anh hiện xếp thứ tư ở giải Grand Prix cờ vua của FIDE tổ chức với 353,33 điểm. (Hai người xếp đầu giải này sẽ có tên tham dự giải vô địch thế giới).
Từ tháng 3 đến tháng 12 năm 2008, Vương Nguyệt lập thành tích thi đấu 85 ván liên tiếp không thua (theo thể thức truyền thống), một trong những chuỗi ván đấu dài nhất trong lịch sử cờ vua. Thành tích bất bại của anh từ vòng 2 Giải cờ vua Reykjavík Mở rộng đến vòng 1 Grand Prix 2008-2009 thứ ba.

## Phong cách thi đấu
Được đánh giá là một đấu thủ có kĩ thuật tốt, thi đấu vững chắc, anh thường thích đưa trận đấu tới tàn cuộc và tìm cách dần dần hạ đối thủ từ những ưu thế nhỏ. Khi giải Corus kết thúc vào tháng 2 năm 2009, Teimour Radjabov đã nhận xét trong một cuộc phỏng vấn: "[Vương Nguyệt] thường không cho đối thủ cơ hội triển khai thế trận tấn công và anh ấy sử dụng chiến thuật "bóp nghẹt" này rất hiệu quả." Vương có thần tượng thời thơ ấu là José Raúl Capablanca. và một lần từng phát biểu rằng Kramnik có ảnh hưởng tới phong cách thi đấu của mình, khi là một cậu bé 13 tuổi Vương đã có ấn tượng với chiến thắng của Kramnik trước Kasparov tại trận tranh ngôi vô địch thế giới ở London năm 2001.
Vương thường đi nước 1.d4 khi cầm trắng, còn khi cầm đen anh hay sử dụng phòng thủ Sicilia, Berlin hoặc Petroff chống nước e4 và phòng thủ Slav chống nước d4.

### Ván đấu tiêu biểu
|   | a | b | c | d | e | f | g | h |   |
| 8 | f8 black rook · b7 black pawn · f7 black rook · a6 black pawn · c5 black pawn · d5 white pawn · h5 black pawn · a4 white pawn · c4 white pawn · f4 white pawn · g4 black king · d3 white bishop · g3 white pawn · g2 white king · e1 white rook | f8 black rook · b7 black pawn · f7 black rook · a6 black pawn · c5 black pawn · d5 white pawn · h5 black pawn · a4 white pawn · c4 white pawn · f4 white pawn · g4 black king · d3 white bishop · g3 white pawn · g2 white king · e1 white rook | f8 black rook · b7 black pawn · f7 black rook · a6 black pawn · c5 black pawn · d5 white pawn · h5 black pawn · a4 white pawn · c4 white pawn · f4 white pawn · g4 black king · d3 white bishop · g3 white pawn · g2 white king · e1 white rook | f8 black rook · b7 black pawn · f7 black rook · a6 black pawn · c5 black pawn · d5 white pawn · h5 black pawn · a4 white pawn · c4 white pawn · f4 white pawn · g4 black king · d3 white bishop · g3 white pawn · g2 white king · e1 white rook | f8 black rook · b7 black pawn · f7 black rook · a6 black pawn · c5 black pawn · d5 white pawn · h5 black pawn · a4 white pawn · c4 white pawn · f4 white pawn · g4 black king · d3 white bishop · g3 white pawn · g2 white king · e1 white rook | f8 black rook · b7 black pawn · f7 black rook · a6 black pawn · c5 black pawn · d5 white pawn · h5 black pawn · a4 white pawn · c4 white pawn · f4 white pawn · g4 black king · d3 white bishop · g3 white pawn · g2 white king · e1 white rook | f8 black rook · b7 black pawn · f7 black rook · a6 black pawn · c5 black pawn · d5 white pawn · h5 black pawn · a4 white pawn · c4 white pawn · f4 white pawn · g4 black king · d3 white bishop · g3 white pawn · g2 white king · e1 white rook | f8 black rook · b7 black pawn · f7 black rook · a6 black pawn · c5 black pawn · d5 white pawn · h5 black pawn · a4 white pawn · c4 white pawn · f4 white pawn · g4 black king · d3 white bishop · g3 white pawn · g2 white king · e1 white rook | 8 |
| 7 | f8 black rook · b7 black pawn · f7 black rook · a6 black pawn · c5 black pawn · d5 white pawn · h5 black pawn · a4 white pawn · c4 white pawn · f4 white pawn · g4 black king · d3 white bishop · g3 white pawn · g2 white king · e1 white rook | f8 black rook · b7 black pawn · f7 black rook · a6 black pawn · c5 black pawn · d5 white pawn · h5 black pawn · a4 white pawn · c4 white pawn · f4 white pawn · g4 black king · d3 white bishop · g3 white pawn · g2 white king · e1 white rook | f8 black rook · b7 black pawn · f7 black rook · a6 black pawn · c5 black pawn · d5 white pawn · h5 black pawn · a4 white pawn · c4 white pawn · f4 white pawn · g4 black king · d3 white bishop · g3 white pawn · g2 white king · e1 white rook | f8 black rook · b7 black pawn · f7 black rook · a6 black pawn · c5 black pawn · d5 white pawn · h5 black pawn · a4 white pawn · c4 white pawn · f4 white pawn · g4 black king · d3 white bishop · g3 white pawn · g2 white king · e1 white rook | f8 black rook · b7 black pawn · f7 black rook · a6 black pawn · c5 black pawn · d5 white pawn · h5 black pawn · a4 white pawn · c4 white pawn · f4 white pawn · g4 black king · d3 white bishop · g3 white pawn · g2 white king · e1 white rook | f8 black rook · b7 black pawn · f7 black rook · a6 black pawn · c5 black pawn · d5 white pawn · h5 black pawn · a4 white pawn · c4 white pawn · f4 white pawn · g4 black king · d3 white bishop · g3 white pawn · g2 white king · e1 white rook | f8 black rook · b7 black pawn · f7 black rook · a6 black pawn · c5 black pawn · d5 white pawn · h5 black pawn · a4 white pawn · c4 white pawn · f4 white pawn · g4 black king · d3 white bishop · g3 white pawn · g2 white king · e1 white rook | f8 black rook · b7 black pawn · f7 black rook · a6 black pawn · c5 black pawn · d5 white pawn · h5 black pawn · a4 white pawn · c4 white pawn · f4 white pawn · g4 black king · d3 white bishop · g3 white pawn · g2 white king · e1 white rook | 7 |
| 6 | f8 black rook · b7 black pawn · f7 black rook · a6 black pawn · c5 black pawn · d5 white pawn · h5 black pawn · a4 white pawn · c4 white pawn · f4 white pawn · g4 black king · d3 white bishop · g3 white pawn · g2 white king · e1 white rook | f8 black rook · b7 black pawn · f7 black rook · a6 black pawn · c5 black pawn · d5 white pawn · h5 black pawn · a4 white pawn · c4 white pawn · f4 white pawn · g4 black king · d3 white bishop · g3 white pawn · g2 white king · e1 white rook | f8 black rook · b7 black pawn · f7 black rook · a6 black pawn · c5 black pawn · d5 white pawn · h5 black pawn · a4 white pawn · c4 white pawn · f4 white pawn · g4 black king · d3 white bishop · g3 white pawn · g2 white king · e1 white rook | f8 black rook · b7 black pawn · f7 black rook · a6 black pawn · c5 black pawn · d5 white pawn · h5 black pawn · a4 white pawn · c4 white pawn · f4 white pawn · g4 black king · d3 white bishop · g3 white pawn · g2 white king · e1 white rook | f8 black rook · b7 black pawn · f7 black rook · a6 black pawn · c5 black pawn · d5 white pawn · h5 black pawn · a4 white pawn · c4 white pawn · f4 white pawn · g4 black king · d3 white bishop · g3 white pawn · g2 white king · e1 white rook | f8 black rook · b7 black pawn · f7 black rook · a6 black pawn · c5 black pawn · d5 white pawn · h5 black pawn · a4 white pawn · c4 white pawn · f4 white pawn · g4 black king · d3 white bishop · g3 white pawn · g2 white king · e1 white rook | f8 black rook · b7 black pawn · f7 black rook · a6 black pawn · c5 black pawn · d5 white pawn · h5 black pawn · a4 white pawn · c4 white pawn · f4 white pawn · g4 black king · d3 white bishop · g3 white pawn · g2 white king · e1 white rook | f8 black rook · b7 black pawn · f7 black rook · a6 black pawn · c5 black pawn · d5 white pawn · h5 black pawn · a4 white pawn · c4 white pawn · f4 white pawn · g4 black king · d3 white bishop · g3 white pawn · g2 white king · e1 white rook | 6 |
| 5 | f8 black rook · b7 black pawn · f7 black rook · a6 black pawn · c5 black pawn · d5 white pawn · h5 black pawn · a4 white pawn · c4 white pawn · f4 white pawn · g4 black king · d3 white bishop · g3 white pawn · g2 white king · e1 white rook | f8 black rook · b7 black pawn · f7 black rook · a6 black pawn · c5 black pawn · d5 white pawn · h5 black pawn · a4 white pawn · c4 white pawn · f4 white pawn · g4 black king · d3 white bishop · g3 white pawn · g2 white king · e1 white rook | f8 black rook · b7 black pawn · f7 black rook · a6 black pawn · c5 black pawn · d5 white pawn · h5 black pawn · a4 white pawn · c4 white pawn · f4 white pawn · g4 black king · d3 white bishop · g3 white pawn · g2 white king · e1 white rook | f8 black rook · b7 black pawn · f7 black rook · a6 black pawn · c5 black pawn · d5 white pawn · h5 black pawn · a4 white pawn · c4 white pawn · f4 white pawn · g4 black king · d3 white bishop · g3 white pawn · g2 white king · e1 white rook | f8 black rook · b7 black pawn · f7 black rook · a6 black pawn · c5 black pawn · d5 white pawn · h5 black pawn · a4 white pawn · c4 white pawn · f4 white pawn · g4 black king · d3 white bishop · g3 white pawn · g2 white king · e1 white rook | f8 black rook · b7 black pawn · f7 black rook · a6 black pawn · c5 black pawn · d5 white pawn · h5 black pawn · a4 white pawn · c4 white pawn · f4 white pawn · g4 black king · d3 white bishop · g3 white pawn · g2 white king · e1 white rook | f8 black rook · b7 black pawn · f7 black rook · a6 black pawn · c5 black pawn · d5 white pawn · h5 black pawn · a4 white pawn · c4 white pawn · f4 white pawn · g4 black king · d3 white bishop · g3 white pawn · g2 white king · e1 white rook | f8 black rook · b7 black pawn · f7 black rook · a6 black pawn · c5 black pawn · d5 white pawn · h5 black pawn · a4 white pawn · c4 white pawn · f4 white pawn · g4 black king · d3 white bishop · g3 white pawn · g2 white king · e1 white rook | 5 |
| 4 | f8 black rook · b7 black pawn · f7 black rook · a6 black pawn · c5 black pawn · d5 white pawn · h5 black pawn · a4 white pawn · c4 white pawn · f4 white pawn · g4 black king · d3 white bishop · g3 white pawn · g2 white king · e1 white rook | f8 black rook · b7 black pawn · f7 black rook · a6 black pawn · c5 black pawn · d5 white pawn · h5 black pawn · a4 white pawn · c4 white pawn · f4 white pawn · g4 black king · d3 white bishop · g3 white pawn · g2 white king · e1 white rook | f8 black rook · b7 black pawn · f7 black rook · a6 black pawn · c5 black pawn · d5 white pawn · h5 black pawn · a4 white pawn · c4 white pawn · f4 white pawn · g4 black king · d3 white bishop · g3 white pawn · g2 white king · e1 white rook | f8 black rook · b7 black pawn · f7 black rook · a6 black pawn · c5 black pawn · d5 white pawn · h5 black pawn · a4 white pawn · c4 white pawn · f4 white pawn · g4 black king · d3 white bishop · g3 white pawn · g2 white king · e1 white rook | f8 black rook · b7 black pawn · f7 black rook · a6 black pawn · c5 black pawn · d5 white pawn · h5 black pawn · a4 white pawn · c4 white pawn · f4 white pawn · g4 black king · d3 white bishop · g3 white pawn · g2 white king · e1 white rook | f8 black rook · b7 black pawn · f7 black rook · a6 black pawn · c5 black pawn · d5 white pawn · h5 black pawn · a4 white pawn · c4 white pawn · f4 white pawn · g4 black king · d3 white bishop · g3 white pawn · g2 white king · e1 white rook | f8 black rook · b7 black pawn · f7 black rook · a6 black pawn · c5 black pawn · d5 white pawn · h5 black pawn · a4 white pawn · c4 white pawn · f4 white pawn · g4 black king · d3 white bishop · g3 white pawn · g2 white king · e1 white rook | f8 black rook · b7 black pawn · f7 black rook · a6 black pawn · c5 black pawn · d5 white pawn · h5 black pawn · a4 white pawn · c4 white pawn · f4 white pawn · g4 black king · d3 white bishop · g3 white pawn · g2 white king · e1 white rook | 4 |
| 3 | f8 black rook · b7 black pawn · f7 black rook · a6 black pawn · c5 black pawn · d5 white pawn · h5 black pawn · a4 white pawn · c4 white pawn · f4 white pawn · g4 black king · d3 white bishop · g3 white pawn · g2 white king · e1 white rook | f8 black rook · b7 black pawn · f7 black rook · a6 black pawn · c5 black pawn · d5 white pawn · h5 black pawn · a4 white pawn · c4 white pawn · f4 white pawn · g4 black king · d3 white bishop · g3 white pawn · g2 white king · e1 white rook | f8 black rook · b7 black pawn · f7 black rook · a6 black pawn · c5 black pawn · d5 white pawn · h5 black pawn · a4 white pawn · c4 white pawn · f4 white pawn · g4 black king · d3 white bishop · g3 white pawn · g2 white king · e1 white rook | f8 black rook · b7 black pawn · f7 black rook · a6 black pawn · c5 black pawn · d5 white pawn · h5 black pawn · a4 white pawn · c4 white pawn · f4 white pawn · g4 black king · d3 white bishop · g3 white pawn · g2 white king · e1 white rook | f8 black rook · b7 black pawn · f7 black rook · a6 black pawn · c5 black pawn · d5 white pawn · h5 black pawn · a4 white pawn · c4 white pawn · f4 white pawn · g4 black king · d3 white bishop · g3 white pawn · g2 white king · e1 white rook | f8 black rook · b7 black pawn · f7 black rook · a6 black pawn · c5 black pawn · d5 white pawn · h5 black pawn · a4 white pawn · c4 white pawn · f4 white pawn · g4 black king · d3 white bishop · g3 white pawn · g2 white king · e1 white rook | f8 black rook · b7 black pawn · f7 black rook · a6 black pawn · c5 black pawn · d5 white pawn · h5 black pawn · a4 white pawn · c4 white pawn · f4 white pawn · g4 black king · d3 white bishop · g3 white pawn · g2 white king · e1 white rook | f8 black rook · b7 black pawn · f7 black rook · a6 black pawn · c5 black pawn · d5 white pawn · h5 black pawn · a4 white pawn · c4 white pawn · f4 white pawn · g4 black king · d3 white bishop · g3 white pawn · g2 white king · e1 white rook | 3 |
| 2 | f8 black rook · b7 black pawn · f7 black rook · a6 black pawn · c5 black pawn · d5 white pawn · h5 black pawn · a4 white pawn · c4 white pawn · f4 white pawn · g4 black king · d3 white bishop · g3 white pawn · g2 white king · e1 white rook | f8 black rook · b7 black pawn · f7 black rook · a6 black pawn · c5 black pawn · d5 white pawn · h5 black pawn · a4 white pawn · c4 white pawn · f4 white pawn · g4 black king · d3 white bishop · g3 white pawn · g2 white king · e1 white rook | f8 black rook · b7 black pawn · f7 black rook · a6 black pawn · c5 black pawn · d5 white pawn · h5 black pawn · a4 white pawn · c4 white pawn · f4 white pawn · g4 black king · d3 white bishop · g3 white pawn · g2 white king · e1 white rook | f8 black rook · b7 black pawn · f7 black rook · a6 black pawn · c5 black pawn · d5 white pawn · h5 black pawn · a4 white pawn · c4 white pawn · f4 white pawn · g4 black king · d3 white bishop · g3 white pawn · g2 white king · e1 white rook | f8 black rook · b7 black pawn · f7 black rook · a6 black pawn · c5 black pawn · d5 white pawn · h5 black pawn · a4 white pawn · c4 white pawn · f4 white pawn · g4 black king · d3 white bishop · g3 white pawn · g2 white king · e1 white rook | f8 black rook · b7 black pawn · f7 black rook · a6 black pawn · c5 black pawn · d5 white pawn · h5 black pawn · a4 white pawn · c4 white pawn · f4 white pawn · g4 black king · d3 white bishop · g3 white pawn · g2 white king · e1 white rook | f8 black rook · b7 black pawn · f7 black rook · a6 black pawn · c5 black pawn · d5 white pawn · h5 black pawn · a4 white pawn · c4 white pawn · f4 white pawn · g4 black king · d3 white bishop · g3 white pawn · g2 white king · e1 white rook | f8 black rook · b7 black pawn · f7 black rook · a6 black pawn · c5 black pawn · d5 white pawn · h5 black pawn · a4 white pawn · c4 white pawn · f4 white pawn · g4 black king · d3 white bishop · g3 white pawn · g2 white king · e1 white rook | 2 |
| 1 | f8 black rook · b7 black pawn · f7 black rook · a6 black pawn · c5 black pawn · d5 white pawn · h5 black pawn · a4 white pawn · c4 white pawn · f4 white pawn · g4 black king · d3 white bishop · g3 white pawn · g2 white king · e1 white rook | f8 black rook · b7 black pawn · f7 black rook · a6 black pawn · c5 black pawn · d5 white pawn · h5 black pawn · a4 white pawn · c4 white pawn · f4 white pawn · g4 black king · d3 white bishop · g3 white pawn · g2 white king · e1 white rook | f8 black rook · b7 black pawn · f7 black rook · a6 black pawn · c5 black pawn · d5 white pawn · h5 black pawn · a4 white pawn · c4 white pawn · f4 white pawn · g4 black king · d3 white bishop · g3 white pawn · g2 white king · e1 white rook | f8 black rook · b7 black pawn · f7 black rook · a6 black pawn · c5 black pawn · d5 white pawn · h5 black pawn · a4 white pawn · c4 white pawn · f4 white pawn · g4 black king · d3 white bishop · g3 white pawn · g2 white king · e1 white rook | f8 black rook · b7 black pawn · f7 black rook · a6 black pawn · c5 black pawn · d5 white pawn · h5 black pawn · a4 white pawn · c4 white pawn · f4 white pawn · g4 black king · d3 white bishop · g3 white pawn · g2 white king · e1 white rook | f8 black rook · b7 black pawn · f7 black rook · a6 black pawn · c5 black pawn · d5 white pawn · h5 black pawn · a4 white pawn · c4 white pawn · f4 white pawn · g4 black king · d3 white bishop · g3 white pawn · g2 white king · e1 white rook | f8 black rook · b7 black pawn · f7 black rook · a6 black pawn · c5 black pawn · d5 white pawn · h5 black pawn · a4 white pawn · c4 white pawn · f4 white pawn · g4 black king · d3 white bishop · g3 white pawn · g2 white king · e1 white rook | f8 black rook · b7 black pawn · f7 black rook · a6 black pawn · c5 black pawn · d5 white pawn · h5 black pawn · a4 white pawn · c4 white pawn · f4 white pawn · g4 black king · d3 white bishop · g3 white pawn · g2 white king · e1 white rook | 1 |
|   | a | b | c | d | e | f | g | h |   |

Tình thế trước nước đi 41.Rh1
Năm 2005, khi 17 tuổi, Vương Nguyệt lần đầu tiên đánh bại một đối thủ có điểm Elo trên 2700: cựu vô địch thế giới FIDE Ruslan Ponomariov. (Vương Nguyệt (2549) vs Ruslan Ponomariov (2700) [A40] (Phòng thủ hiện đại); Giải cờ vua Aeroflot Mở rộng 2005, vòng 6; 20 tháng 2 năm 2005, Moskva, Nga)
1. d4 g6 2. c4 Bg7 3. e4 c5 4. d5 d6 5. Nc3 e6 6. Nf3 Ne7 7. h3 O-O 8. Bd3 Nd7 9. Bg5 h6 10. Be3 exd5 11. exd5 f5 12. Qc2 Nf6 13. O-O g5 14. Rae1 Kh8 15. Bd2 Bd7 16. b3 Nh5 17. a4 Ng6 18. Nb5 Bc8 19. Bc3 a6 20. Bxg7+ Kxg7 21. Nc3 Nhf4 22. Ne2 Qf6 23. Nxf4 Nxf4 24. Re3 Bd7 25. Rfe1 Rf7 26. Bf1 g4 27. hxg4 fxg4 28. Nd2 Raf8 29. Ne4 Qg6 30. b4 Bf5 31. bxc5 Bxe4 32. Qxe4 dxc5 33. g3 Qxe4 34. Rxe4 Ng6 35. Rxg4 h5 36. Rg5 Rf5 37. Rxg6+ Kxg6 38. Bd3 Kg5 39. f4+ Kg4 40. Kg2 R5f7 41. Rh1 1-0 (41. Re5 là nước đi tốt hơn, sẽ dẫn đến 41...Rxf4 42. Be2+ Rf3 43. Bxf3+ Rxf3 44. Re4+ Kf5 45. Kxf3) .